# Anthophora lumbwana
Anthophora lumbwana là một loài Hymenoptera trong họ Apidae. Loài này được Cockerell mô tả khoa học năm 1946.